# Города Одесской области
В состав Одесской области Украины входят 19 городов. Из них 9 — областного значения и 10 — районного. Кроме того, есть 33 посёлка городского типа. По количеству городов область занимает 6 место среди всех областей Украины. 
На 1 января 2019 года городское население Одесской области составляло 1 595 493 человек (67%). Крупнейшим городом-миллионником области является Одесса, которая занимает третье место по численности среди 461 городов Украины после Киева и Харькова. Больше нет ни одного города области, чья численность превышала бы 100 тысяч человек. И лишь два города — Черноморск и Измаил, в которых численность населения более 50 тысяч человек. 
По количеству городского населения Одесская область занимает шестое место после Киевской, Донецкой, Днепропетровской, Харьковской и Луганской областей. Одесса — самый густонаселенный город среди всех больших городов Украины (6200 человек на квадратный километр).
Города Одесской области являются членами Одесского регионального отделения Ассоциации городов Украины.

## Список
|     | Название                                            | Район                 | Расположение в области | Расстояние до Одессы, км | Население, чел. | Основан      | Статус города | Герб | Координаты                      |
| --- | --------------------------------------------------- | --------------------- | ---------------------- | ------------------------ | --------------- | ------------ | ------------- | ---- | ------------------------------- |
| 1.  | Ананьев (укр. Ананьїв)                              | Подольский            | Север                  | 167                      | 8 077           | 1753         | 1941          |      | 47°43′36″ с. ш. 29°59′06″ в. д. |
| 2.  | Арциз (укр. Арциз)                                  | Болградский           | Юг                     | 157                      | 14 757          | 1816         | 1963          |      | 45°59′40″ с. ш. 29°25′56″ в. д. |
| 3.  | Балта (укр. Балта)                                  | Подольский            | Север                  | 229                      | 18 511          | 1797         | 1797          |      | 47°56′24″ с. ш. 29°37′19″ в. д. |
| 4.  | Белгород-Днестровский (укр. Білгород-Дністровський) | Белгород-Днестровский | Центр                  | 81                       | 48 967          | 498 до н. э. | 910           |      | 46°11′11″ с. ш. 30°20′00″ в. д. |
| 5   | Беляевка (укр. Біляївка)                            | Одесский              | Центр                  | 48                       | 12 497          | 1789         | 1979          |      | 46°28′21″ с. ш. 30°13′31″ в. д. |
| 6.  | Березовка (укр. Березівка)                          | Березовский           | Центр                  | 92                       | 9 644           | 1802         | 1962          |      | 47°12′02″ с. ш. 30°55′02″ в. д. |
| 7.  | Болград (укр. Болград)                              | Болградский           | Юг                     | 251                      | 15 044          | 1821         | 1821          |      | 45°40′52″ с. ш. 28°36′46″ в. д. |
| 8.  | Вилково (укр. Вилкове)                              | Измаильский           | Юг                     | 225                      | 8 006           | 1746         | 1762          |      | 45°24′10″ с. ш. 29°35′01″ в. д. |
| 9.  | Измаил (укр. Ізмаїл)                                | Измаильский           | Юг                     | 257                      | 71 780          | 1542         | 1830          |      | 45°21′15″ с. ш. 28°49′45″ в. д. |
| 10. | Килия (укр. Кілія)                                  | Измаильский           | Юг                     | 218                      | 19 540          | 862 до н.е.  | ?             |      | 45°28′03″ с. ш. 29°14′16″ в. д. |
| 11. | Кодыма (укр. Кодима)                                | Подольский            | Север                  | 274                      | 8 729           | 1754         | 1979          |      | 48°05′36″ с. ш. 29°07′30″ в. д. |
| 12. | Одесса (укр. Одеса)                                 | Одесский              | Центр                  | 0                        | 1 013 159       | 1794         | 1795          |      | 46°29′05″ с. ш. 30°43′57″ в. д. |
| 13. | Пивденное (укр. Південне)                           | Одесский              | Центр                  | 47                       | 32 563          | 1978         | 1993          |      | 46°37′25″ с. ш. 31°06′04″ в. д. |
| 14. | Подольск (укр. Подільськ)                           | Подольский            | Север                  | 198                      | 40 406          | 1779         | 1938          |      | 47°44′31″ с. ш. 29°32′06″ в. д. |
| 15. | Раздельная (укр. Роздільна)                         | Раздельнянский        | Центр                  | 88                       | 17 858          | 1863         | 1957          |      | 46°50′55″ с. ш. 30°04′45″ в. д. |
| 16. | Рени (укр. Рені)                                    | Измаильский           | Юг                     | 333                      | 18 530          | 1548         | 1821          |      | 45°27′27″ с. ш. 28°16′16″ в. д. |
| 17. | Татарбунары (укр. Татарбунари)                      | Белгород-Днестровский | Юг                     | 159                      | 11 032          | 1637         | 1978          |      | 45°50′49″ с. ш. 29°36′40″ в. д. |
| 18. | Теплодар (укр. Теплодар)                            | Одесский              | Центр                  | 38                       | 10 173          | 1981         | 1997          |      | 46°30′23″ с. ш. 30°19′35″ в. д. |
| 19. | Черноморск (укр. Чорноморськ)                       | Одесский              | Центр                  | 29                       | 59 261          | 1954         | 1973          |      | 46°18′06″ с. ш. 30°39′25″ в. д. |

## Одесская агломерация
Прилегающие к Одессе города (Южное, Черноморск, Теплодар, Беляевка) входят в Одесскую агломерацию. Одесская агломерация является моноцентрической — сформированной вокруг одного крупного города, который значительно больше по размерам окружающих его городов. Демографической ситуации в ней нестабильная — с незначительным сокращением населения и постепенным оттоком населения из мелких населённых пунктов в более крупные. Однако за счёт этого доля городского население в процентном соотношении постепенно увеличивается. По генетико-функциональному признаку профессора Ф. Д. Залоговыя в Одесской области имеется два типа крупных городов: Одесса и Черноморск — города, возникшие на интенсивных морских транспортных путях и их пересечениях; тот же Черноморск и Южное — города-курорты.

## Порты
Основными локомотивами городов Одесской области являются её  порты.  Порт Южный стал портово-промышленным комплексом благодаря промышленной переработке аммиака. В Ильичёвском порту получило развитие машиностроение, которое обслуживает портовую деятельность и некоторые отрасли пищевой индустрии. Количественный рост портов осуществляется благодаря строительству новых причалов и комплексов по обработке грузов. Путём создания аванпортов, «сухих портов», портопунктов осуществляется качественное расширение портов. В Одесском порту уже работает так называемый «сухой порт», расположенный на территории «полей орошения», где на площади 50 га проходят сортировку и первичную обработку контейнерные грузы, которые в дальнейшем направляют автомобильной эстакадой  уже непосредственно под загрузку. Порт Измаил занимает лидерскую позицию по количеству обработанных судов. За первые 7 месяцев 2019 года он обработал 21444 судов. Самый значительный рост объёмов перевалки в портах Украины по итогам 7 месяцев 2019 года стали хлебные грузы, составившие около трети от общего объёма обработки грузов в портах, а именно —  28,3 миллиона тонн. По сравнению с январем – июнем 2018 года, объёмы перевалки выросли на 7,3 млн. тонн, то есть, на 35%. Зафиксирован значительный прирост транзита зерновых, который в первые семь месяцев 2019 года составил более 53%. Это произошло за счёт перевалки зерновых грузов из Молдавии через порт Рени в Одесской области, который обеспечил более 90% транзита зерновых.

## Географически выгодное положение
Большинство городов Одесской области находятся в приграничных зонах и имеют выгодное географическое расположение. Одесса, Раздельная, Подольск располагаются на пути  девятого Панъевропейского транспортного коридора (Ветвь C: Любашёвка—Раздельная—Одесса); транспортный коридор Гданьск-Одесса (Балтийское море-Черное море); Евроазиатский транспортный коридор (Одесса-Николаев-Херсон-Джанкой-Керч), Транспортный коридор Черноморское Экономическое Сотрудничество (Рени-Измаил-Одесса-Николаев-Херсон-Мелитополь-Бердянск-Новоазовск). 
В Ананьеве и Измаиле проходят три нитки газопровода Ананьев-Тирасполь-Измаил, Шебелинка-Измаил, поставляющие газ в Румынию, Болгарию, Грецию, Турцию, Македонию.
По расположению на территории Одесской области:
- Центр — 8 городов;
- Юг — 7 городов;
- Север — 4 города.

По удалённости от Одессы:
До 100 км:
- 0-50 км: Черноморск, Теплодар, Южное, Беляевка;
- 50-100 км: Белгород-Днестровский, Раздельная, Березовка;

До 200 км:
- 150-200 км: Арциз, Татарбунары, Ананьев, Подольск;

До 300 км:
- 200-250 км: Килия, Вилково, Балта;
- 250-300 км: Болград, Измаил, Кодыма;

До 400 км:
- 300-350 км: Рени.

Ближайший к Одессе город — Черноморск (29 км), самый дальний — Рени (333 км).

## Субрегионы
Реализуются программы для развития туристической привлекательности трёх субрегионов Одесской области. Нижнеднестровский субрегион — местность, где можно наблюдать за пеликанами на Белом озере, дегустировать местные вина и рыбачить в Маяках. Дунайский субрегион —  это известное Вилково, Свято-Покровский собор в Измаиле, биосферный заповедник и много других интересных объектов. А Белгород-Днестровский субрегион — это Аккерманская крепость и прогулки на теплоходе по Днестровскому лиману».

### Комментарии
1. ↑  Расстояние по самому кратчайшему пути. Данные взяты из расчета маршрутов Гугл.Карт до одной и той же точки в Одессе для релевантного сравнения.
2. ↑  Субрегион — это большая часть региона, имеющая внутри себя специфические черты и особенности[9].